# 연 (소부)
연(延, ? ~ ?)은 전한 후기의 관료이다. '연'은 이름자로, 성씨는 알려져 있지 않다.

## 행적
초원 4년(기원전 45), 소부에 임명되었다.
영광 원년(기원전 43), 면직되었다.

## 출전
- 반고, 《한서》권19하 백관공경표(百官公卿表) 下 초원 4년

| 전임 위현성 | 전한의 소부 기원전 45년 ~ 기원전 43년 | 후임 구양여 |